# Джон Філіп Суза
Джон Філіп Суза (John Philip Sousa [ˈsuːsə]; —  6 листопада 1854 — 6 березня 1932) — американський композитор і диригент пізньоромантичної доби, відомий насамперед американськими військовими маршами. Серед його найвідоміших маршів — «Зірки і смуги назавжди» (Національний марш Сполучених Штатів Америки), «Semper Fidelis» (офіційний марш Корпусу морської піхоти США), «Дзвін свободи», «Громовержець» та «The Washington Post».

## Життєпис

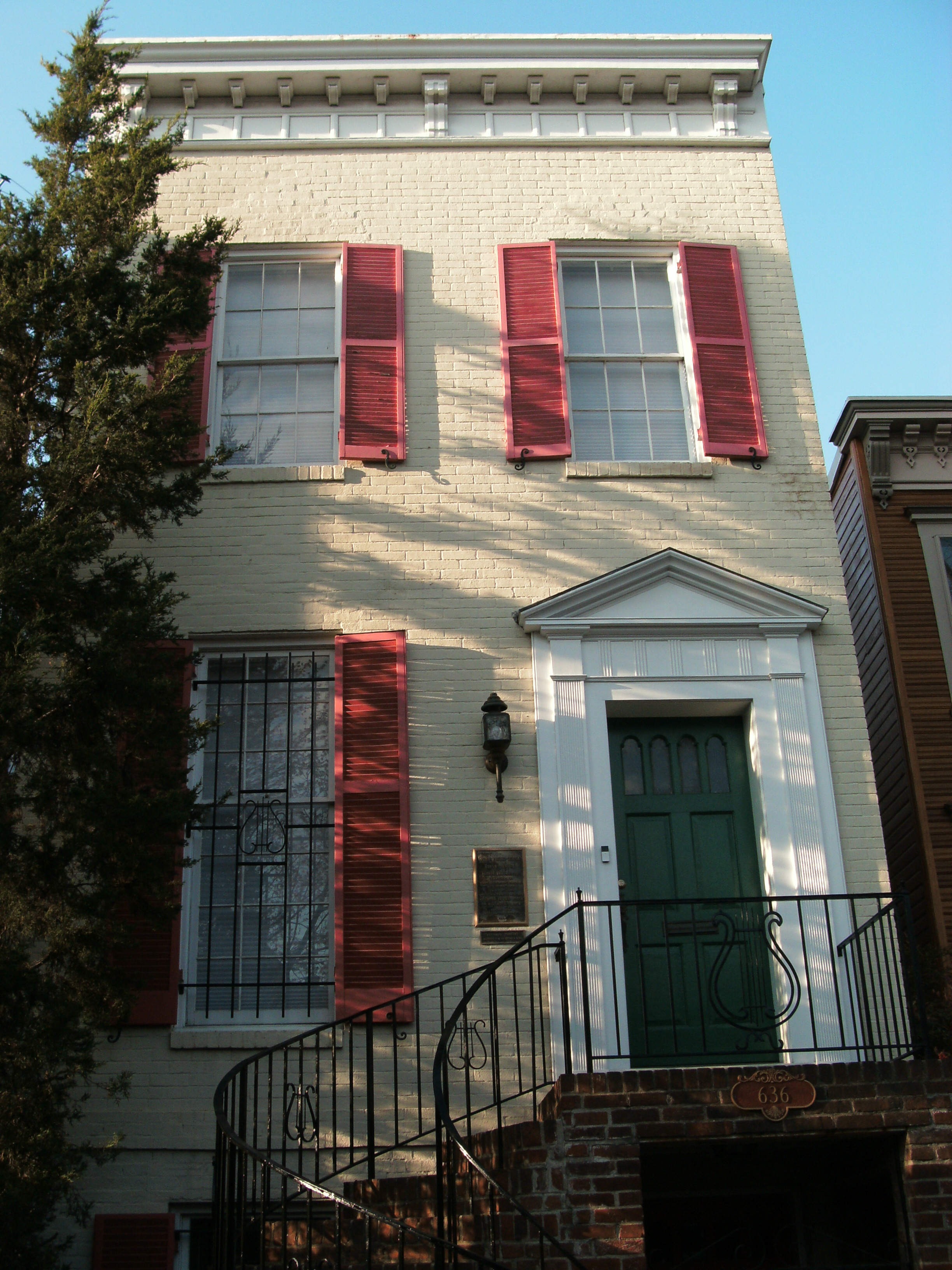
Дім, де народився Суза на вулиці G St., SE у Вашингтоні, округ Колумбія

Джон Філіп Суза народився у Вашингтоні. Його батько був тромбоністом у «Морській групі», до якої він залучив Джона Філіпа у віці 13 років.
Після закінчення навчання у 1875 році Суза приєднався до театрального піт-оркестру, де навчився диригувати. Він повернувся до Морського оркестру на посаду диригента у 1880 році і працював до 1892 року. Він керував групою «The President's Own» на інавгураційних балах Джеймса А. Гарфілда в 1881 році та Бенджаміна Гаррісона в 1889 році.

Саме на замовлення Сузи у 1893 році філадельфійський майстер музичних інструментів JW Pepper створив сузафон — мідний духовий інструмент, подібний до туби. Ідея Сузи полягала в тому, щоб виконавець міг грати на сузафоні і сидячі і стоячи, а звук інструмента при цьому був спрямований вгору. У 1989 цей інструмент був реконструйований К. Г. Конном — саме цю модель Суза волів використовувати.
У 1892 році Суза покинув морський оркестр і створив The Sousa Band з яким в період з 1892 по 1931 рік виступив у 15 623 концертах як в Америці, так і по всьому світу, у тому числі на Всесвітній виставці в Парижі, в Королівському Альберт-Холлі у Лондоні.
У Першу світову війну у віці 62 роки, Суза керував військово-морським оркестром на Морському вокзалі Великих озер поблизу Чикаго.
За службу був нагороджений медаллю Першої світової війни і був обраний ветераном-супутником Військового ордену іноземних воєн. Після закінчення війни в листопаді 1918 року він був звільнений з військової служби і повернувся до диригування власною групою, проте продовжував носити свою морську форму під час багатьох своїх концертів та інших публічних виступів. На початку 20-х років він отримав звання командира морського резерву, але не повернувся до служби.

## Відзнаки
Суза нагороджений Орденом громадських інструкцій Португалії та Орденом академічних пальм Франції. Він також отримав Королівську Вікторіанську медаль від короля Великої Британії Едуарда VII у грудні 1901 року за проведення приватного концерту на день народження королеви Олександри.
Корабель Свободи Другої світової війни був названий на його честь.
У 1952 році кінокомпанія XX Century Fox зняла повнометражний фільм «Зірки і смуги назавжди», заснований на спогадах Соузи «Ідучи вперед».
У 1987 р. визнав марш «Зірки та смуги назавжди» національним маршем США.
Він був посмертно занесений до Залу слави великих американців у 1976 р.
Суза був також членом асоціації Сини Революції, Військового ордену іноземних воєн, Американського легіону, масонів та Товариства художників і композиторів. Він також був членом клубів «Сальмагунді», «Гравці», «Музиканти», «Нью-Йорк Атлетик», «Ягнята», «Армія і флот» та клубів «Грідірон» Вашингтона. Суза також був почесним братом Національного музичного братства Фі Му Альфа Сіменфонія.

## Музика
Суза написав понад 130 маршів, 15 оперет, 5 увертюр, 11 сюїт, 24 танці, 28 фантазій та незліченні аранжування західноєвропейських симфонічних творів XIX століття.

### Марші
Суза написав понад 130 маршів, опублікованих Гаррі Коулманом із Філадельфії, Карлом Фішером Мюзіком, компанією John Church і Видавничою компанією Sam Fox, останньою асоціацією, що почалася в 1917 році і тривала до його смерті. Серед його найвідоміших маршів:

### Оперети
Серед оперет Сузи найбільш відомі:
- Дезіре (1883)
- Ель-Капітан (1896)

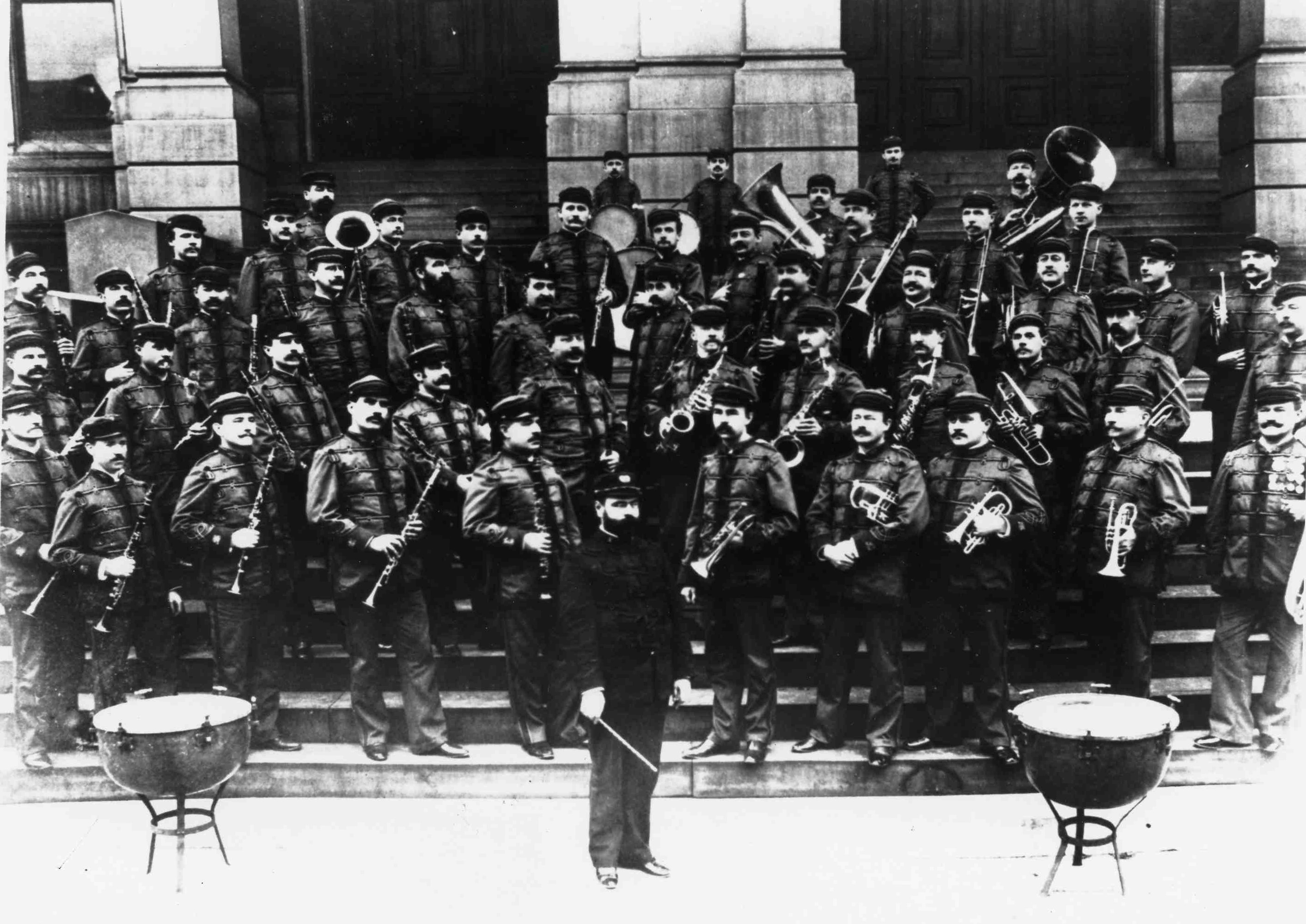
Соуза та його новостворена цивільна група, 1893 рік

- «Шарлатан» (1898), також відомий як «Містична міс», слова Соузи[23]
- Кріс і чудова лампа (1899)

### Нотографія
- Bierley, Paul E. The Works of John Philip Sousa Columbus, OH: Integrity Press, 1984.
- Sousa, John Philip. Marching Along: Recollections of Men, Women and Music. Edited by Paul E. Bierley. Boston: Hale, Cushman & Flint, 1928, rev. 1994.
- Sousa, John Philip. National, Patriotic and Typical Airs of All Lands. N.Y.: Da Capo Press, 1977.
- Sousa, John Philip. Through the Year with Sousa: Excerpts from the Operas, Marches, Miscellaneous Compositions, Novels, Letters, Magazine Articles, Songs, Sayings and Rhymes of John Philip Sousa. New York: Thomas Y. Crowell &, 1910.
- Warfield, Patrick, ed. (2010). John Philip Sousa: Six Marches [Архівовано 22 травня 2021 у Wayback Machine.]. Music of the United States of America (MUSA) vol 21. Madison, Wisconsin: A-R Editions.